# Bassens (Sabaudia)
Bassens – miejscowość i gmina we Francji, w regionie Owernia-Rodan-Alpy, w departamencie Sabaudia.
Według danych na rok 1990 gminę zamieszkiwało 3577 osób, a gęstość zaludnienia wynosiła 1150 osób/km² (wśród 2880 gmin regionu Rodan-Alpy Bassens plasuje się na 247. miejscu pod względem liczby ludności, natomiast pod względem powierzchni na miejscu 1641.).

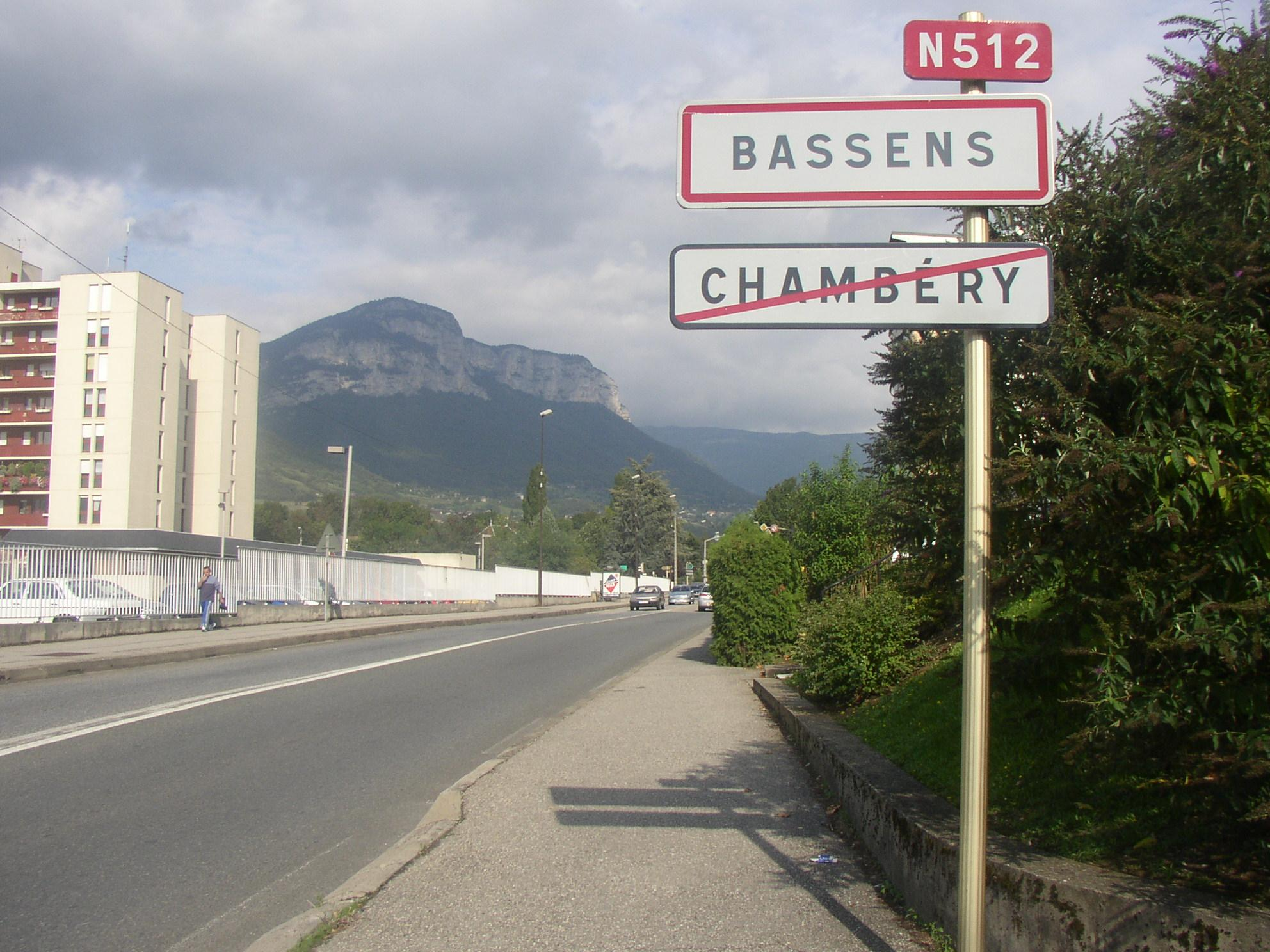
Rogatki Bassens, 2006